# Tiếng Klingon
Tiếng Klingon (tlhIngan Hol, phát âm: /ˈt͡ɬɪ.ŋɑn xol/) là một ngôn ngữ được xây dựng được nói bởi người Klingon (hư cấu) trong vũ trụ Star Trek.
Được mô tả năm 1984 trong cuốn Từ điển Klingon của Marc Okrand, Klingon được cố tình thiết kế cho giống "tiếng ngoài hành tinh". Âm thanh cơ bản cũng như một vài từ của ngôn ngữ này lần đầu được dùng bởi diễn viên James Doohan (vai "Scotty") trong Star Trek: The Motion Picture. Bộ phim ghi dấu lần đầu thứ tiếng này được phát trên màn ảnh. Trong những lần xuất hiện trước đó, người Klingon nói tiếng Anh. Sau đó Okrand đã phát triển thứ tiếng này thành một ngôn ngữ hoàn thiện.
Có rất ít người có khả năng nói chuyện bằng tiếng Klingon. Từ vựng của nó, chủ yếu xoay quanh các khái niệm của Star Trek-Klingon như tàu vũ trụ hoặc chiến tranh, đôi khi khiến ngôn ngữ này khó để sử dụng trong đời sống hằng ngày.